# 侯紹文
侯紹文（1901年8月4日—1992年10月2日），別號孟揚，河北省灤縣人。清光緒二十四（1899）年生。1920年畢業於河北省立天津師範學校。
1933年，以全校第一名的成績畢業於北平華北大學（今私立華北文法學院）；同年，參加國民政府舉辦之河北省普通考試教育行政考試、北平市教育行政高等檢定考試、教育行政高等考試，均以第一名及格。1934年，侯紹文以薦任官實習分發教育部。隨後擔任教育部體育委員會秘書，1936年，調派中央古物保管委員會工作，曾參與六朝陵墓調查。1937年，任揚子江水利委員會科長。1941年，先後任考試院參事、簡任秘書。1943年，任考選委員會專門委員，奉派江西省典試縣長。
1946年抗戰勝利後，任銓敘部參事，隨後擔任特種考試人事行政人員考試初試典試委員。1948年，當選為河北省第三選區立法委員。在大陸期間曾擔任河北灤縣師範教員、天津師範教員。

1949年隨中華民國政府赴台，並在東吳大學、文化大學、世界新聞專科學校、逢甲大學教授歷史科目。1960年，蔣中正第三度由第一屆國民大會選為總統，國民大會趁機成立「憲政研討會」準備行使創制權與複決權。侯紹文在《民主評論》上發表〈論國民大會此時此地不宜行使創制複決兩權〉，反對國大代表藉機擴權。

## 生平
- 民國九年畢業於河北省立天津師範學校
- 全校第一名畢業於北平華北大學（私立華北文法學院）
- 二十二年高等文官考試教育行政人員及格
- 河北省普通考試教育行政第一名及格
- 北平市教育行政高等檢定考試第一名及格
- 教育行政高等考試第一名及格
- 教育部薦任官實習
- 教育部體育委員會秘書
- 中央古物保管委員會，參與六朝陵墓調查
- 揚子江水利委員會科員（026-08-12）
- 考試院參事、簡任秘書（030-11-15）
- 江西省縣長考試典試委員（032-10-28）
- 銓敘部參事（035-03-02）
- 三十六年特種考試人事行政人員考試初試典試委員（036-08-08）
- 第一屆河北省第三選區立法委員[2][3][4]
- 河北灤縣師範教員
- 天津師範教員
- 臺灣省世界新聞專科學校、東吳大學、文化大學、逢甲大學（逢甲工商學院訓導處訓導主任、紡織系教授）等校教授[5][6]